# Estación de ferrocarril de Iași
La Estación de Iași (en rumano: Gara Iași) es la principal estación de ferrocarril de Iași, Rumania. La estación fue inaugurada en 1870 y es uno de los principales centros ferroviarios del noreste del país, además de formar parte del Corredor Pan-Europeo IX.

## Historia

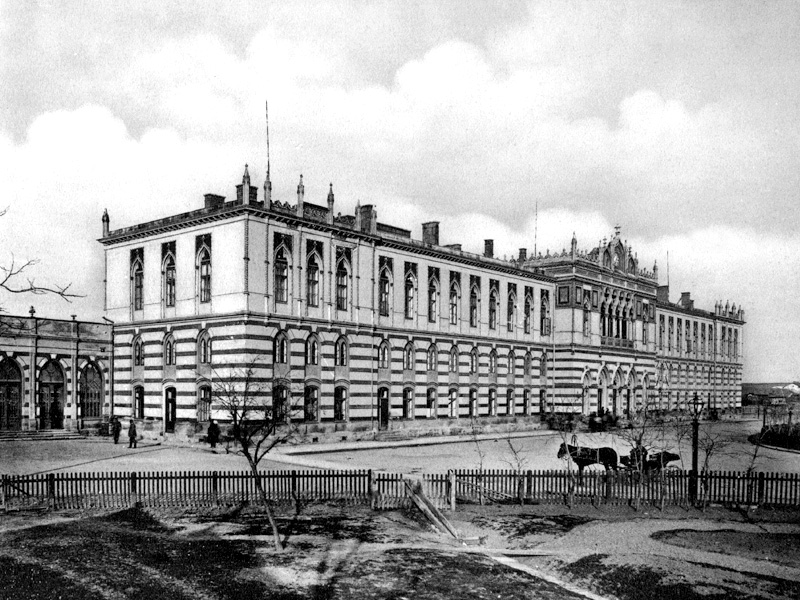
La estación de Iaşi en 1900.

La estación fue inaugurada en 1870 y conectaba por primera vez Iași con Czernowitz en Bucovina, Austria-Hungría y, después de dos años, a Bucarest.
El edificio original diseñado por Julian Zachariewicz e inspirado en el Palacio Ducal de Venecia, tiene 133,8 metros de largo, 113 habitaciones y está inscrita en el Registro Nacional de Monumentos Históricos de Rumania. Entre 1928 y 1930, se añadieron dos alas adicionales simétricamente a cada lado del edificio. En 1980 fue construido un nuevo edificio separado en el lado norte de la estación y nombrado Iaşi Nord.
Los principales edificios de la estación han sido recientemente restaurados con modernas características.